# Semantic Error
Semantic Error (coréen : 시맨틱 에러, Simaentik Ereo) est une série télévisée sud-coréenne diffusée en 2022 sur Watcha,. Adaptée de la novella web éponyme de Jeo Soo-ri, elle met en scène les idoles Park Seo-ham du groupe KNK et Park Jae-chan du groupe DKZ.

## Synopsis
Sang-woo, étudiant surdoué en informatique, est l'image même de la rigueur et du travail acharné. D'un naturel solitaire et direct, il fait souvent bande à part. Son caractère inflexible n'arrange pas sa vie sociale et il a du mal à communiquer ou à se lier avec d'autres élèves. Lorsqu'il s'aperçoit que les membres de son groupe n'ont fourni aucun effort, il les expulse de leur projet commun sans autre forme de cérémonie !
Mais son acte a des répercussions inattendues, notamment sur Jae-young, étudiant en design et star incontestée de l'université ! Populaire, charmeur, séduisant, affable, riche... Tout réussi à ce dernier. Seulement, suite au petit coup d'éclat de Sang-woo, son diplôme lui passe sous le nez. Le voilà bien décidé à obtenir réparation auprès de l'effronté qui lui a causé ce revers de fortune.
Lorsque Sang-woo et Jae-young sont amenés à travailler ensemble, leurs caractères diamétralement opposés vont provoquer des étincelles !

## Distribution

### Rôles principaux
- Park Jae-chan : Choo Sang-woo
- Park Seo-ham : Jang Jae-young

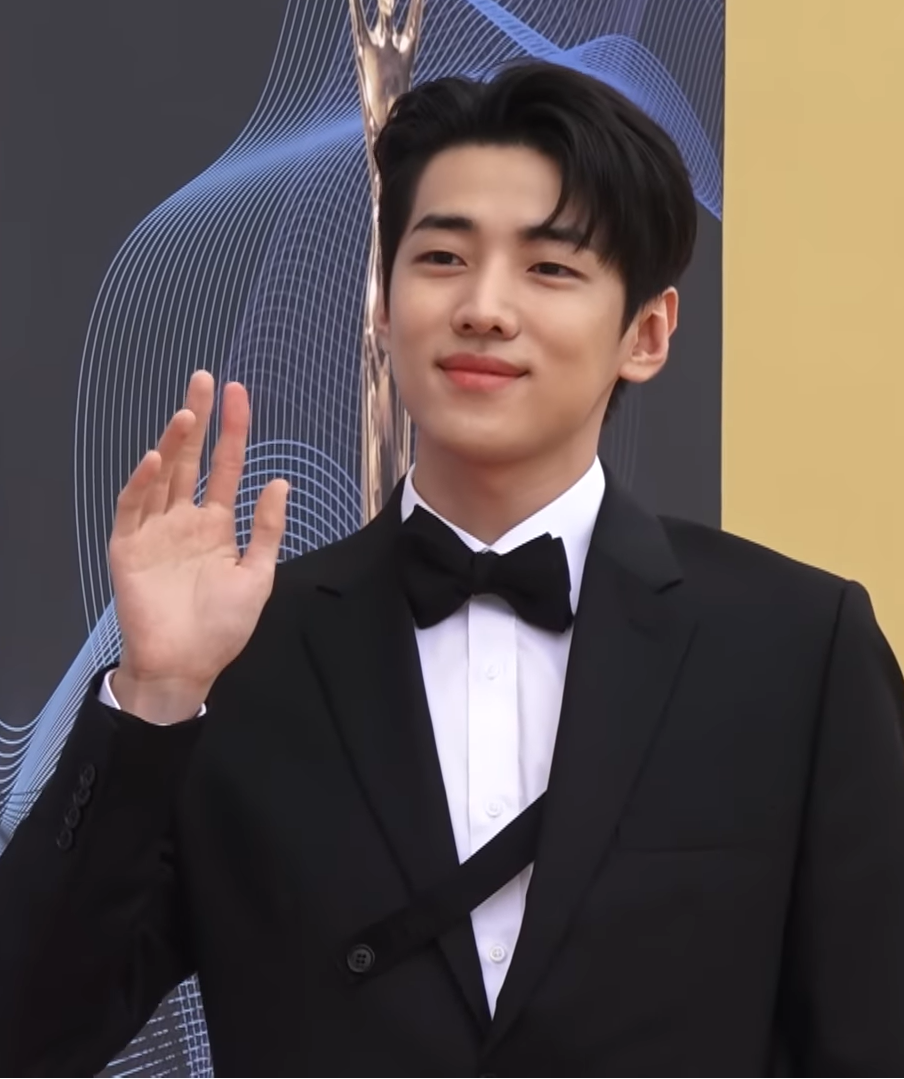
Park Jae-chan
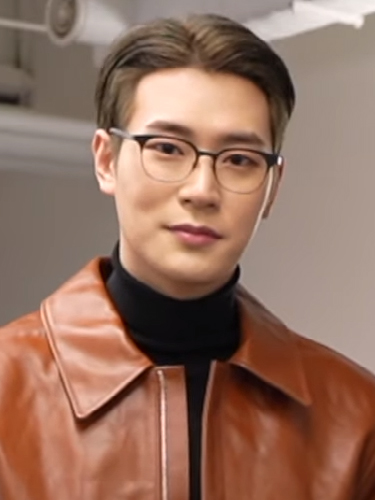
Park Seo-ham

### Seconds rôles
- Kim Noh-jin : Ryu Ji-hye
- Cha Jae-hoon : Lee Dong-gun
- Song Ji-oh : Choi Yu-na
- Kim Won-ki : Go Hyeong-taek
- Jung Joon-gyo : Ted Hyung

## Accueil

### Accueil en Corée du Sud
La série est le premier Boy's love à rencontrer un succès majeur en Corée du Sud. Dès sa diffusion, Semantic Error devient un phénomène : les ventes du roman original connaissent une augmentation de 916 % et les ventes du webtoon adapté du livre augmentent de 340 %.
Semantic Error introduit le genre du BL auprès du grand public sud-coréen, ce qui entraîne une nouvelle vague de projets culturels mettant en avant la communauté LGBT sur le territoire,.
Face au succès, une version film, remaniée depuis le drama, est disponible sous le titre Semantic Error: The Movie ; le long-métrage est diffusé au 26ème Festival international du film fantastique de Puchon avant de sortir en salle en août 2022,.

#### Récompenses et nominations
| Festival                         | Année | Catégorie                                            | Nominé(s)                             | Résultat   | Référence |
| -------------------------------- | ----- | ---------------------------------------------------- | ------------------------------------- | ---------- | --------- |
| APAN Star Awards                 | 2022  | Meilleur couple                                      | Park Jae-chan et Park Seo-ham         | Lauréat    | [ 9 ]     |
| APAN Star Awards                 | 2022  | Célébrité masculine la plus populaire                | Park Jae-chan                         | Lauréat    | [ 9 ]     |
| APAN Star Awards                 | 2022  | Meilleur nouvel acteur                               | Park Seo-ham                          | Nomination | [ 10 ]    |
| Blue Dragon Series Awards        | 2022  | Meilleur nouvel acteur                               | Park Jae-chan et Park Seo-ham         | Nomination | ,         |
| Blue Dragon Series Awards        | 2022  | Célébrité la plus populaire                          | Park Jae-chan et Park Seo-ham         | Lauréat    | [ 13 ]    |
| Brand of the Year Awards         | 2022  | Idole interprète de l'année                          | Park Jae-chan                         | Lauréat    | [ 14 ]    |
| Grand Bell Awards                | 2022  | Prix de la nouvelle vague (Acteur)                   | Park Jae-chan                         | Lauréat    | [ 15 ]    |
| Korea Best Brand Awards          | 2023  | Meilleur acteur/artiste pour un drama                | Park Seo-ham                          | Lauréat    | [ 16 ]    |
| Seoul International Drama Awards | 2022  | Idole K-Pop exceptionnelle                           | Park Jae-chan                         | Nomination | [ 17 ]    |
| Seoul International Drama Awards | 2022  | Meilleur acteur sud-coréen                           | Park Jae-chan                         | Nomination | [ 17 ]    |
| Seoul International Drama Awards | 2022  | Meilleur acteur sud-coréen                           | Park Seo-ham                          | Nomination | [ 17 ]    |
| Seoul International Drama Awards | 2022  | Bande originale exceptionnelle d'un drama sud-coréen | Coldin pour le morceau Romantic Devil | Nomination | [ 17 ]    |

### Accueil dans les pays anglophones
En 2022, Semantic Error se classe dans le top 10 des meilleurs Boy's love de l'année établi par le magazine Teen Vogue. Il figure notamment aux côtés de Not Me, Old Fashion Cupcake, Kinn Porsche, The Eclipse ou encore Bad Buddy.
Il récolte une note de 8,5/10 sur IMDb.

### Accueil dans les pays francophones
Le drama est bien reçu dans les pays francophones, du côté des spécialistes comme des spectateurs.
Semantic Error figure dans la sélection établie par Jessica Cohen, la créatrice du magazine K-Society, dans l'ouvrage K-dramas : 100 séries télé coréennes incontournables. L'autrice loue un « univers coloré aux échanges vifs, drôles et percutants, anticipant à chaque épisode l'évolution de la relation "ennemies-to-lovers" à l'alchimie indéniable ». Elle conclue sur un unique reproche (la brièveté de la série) mais reconnaît que ce format court peut justement permettre aux néophytes de s'initier en douceur au Boy's love.
Dans son livre 101 k-dramas à voir absolument, la créatrice de contenus Kelly salue « l'alchimie palpable ; le contraste entre les personnalités, styles vestimentaires et tailles ; la complicité [du tandem] ; [et] la bienveillance » de l'ensemble, le drama étant exempt de toute toxicité relationnelle. Elle regrette néanmoins qu'il soit si court.
Le site spécialisé Nautiljon recense une moyenne de 8,9/10.